# (1886) Lowell
(1886) Lowell (1949 MP; 1940 GR) ist ein Asteroid des Hauptgürtels, der am 21. Juni 1949 von Henry Lee Giclas am Lowell-Observatorium entdeckt wurde.
Er ist nach dem Astronomen Percival Lowell benannt.